# 高长有
高长有，吉林通化人，浙江大学生物医用大分子研究所副所长、教授，主要从事生物医用材料纳米生物材料高分子组装方面的研究工作。入选中华人民共和国教育部2007年度"长江学者"特聘教授。